# Slow art
Slow Art är en konstriktning som introducerades för en svensk publik på Slow Art (utställning) på Nationalmuseum 2012 med Cilla Robach som kurator Slow Art handlar om perspektiv på tid och tillverkningsprocesser. I det moderna samhället, som i hög grad drivs av kortsiktig ekonomisk vinning, indikerar företeelser som kallas slow ett medvetet avståndstagande från rådande värderingar och förhållanden. Beteckningen återfinns också i en rad olika sammanhang i vår tid – som slow food i motsats till fast food – och sammanfattas vanligen med Slow Movement.
Beteckningen Slow Art initierades av konstnären Tim Slowinski 1978, som en kritik mot att konst konsumerades som vilken vara som helst.

## Karakteristik
Föremål inom Slow Art utförs med stor omsorg och precision under tidskrävande, ofta omständliga arbetsprocesser. Kännetecknande för konstnärernas och konsthantverkarnas arbete är att deras hantverkskunnande och materialkännedom, tillsammans med den långa tidsaspekten för verkets tillblivelse, har varit avgörande faktorer i deras kreativa processer. Långsamheten, upprepningen och tålamodsprövande arbetsmoment har alltså inte varit föremål för frustration. Istället har de värderat tiden och sett det tidskrävande arbetet som en kvalitet i sig, där tiden har bidragit till det slutgiltiga verkets specifika uttryck och estetiska egenskaper.

## Konstnärernas drivkraft
Att medvetet arbeta med något under lång tid framstå som svårbegripligt, nästan lite provocerande. Samtidigt som konstnären eller konsthantverkaren väljer att fördjupa sig i ett projekt, en teknik eller ett material under lång tid har han eller hon även valt bort allt annat som hade kunnat ske under perioden. 
Drivkraften handlar om att klara en svår utmaning och övervinna ett motstånd. Man kan jämföra konstnärerna och konsthantverkarna inom Slow Art med extrema bergsbestigare. Deras drivkraft är den tillfredsställelse människan kan uppnå när hon i grunden utmanar sig själv genom att sätta sin uthållighet och sin tekniska skicklighet på prov. 

## Historiska sammanhang
Denna tillfredsställelse kan även beskrivas med begreppet livskvalitet. Tanken att koppla livskvalitet till hantverk är inte ny. Redan under 1800-talets andra hälft propagerade Arts and Crafts rörelsens företrädare för just detta samband. De kritiserade det samhälle som industriteknikens massproduktion bidrog till att skapa, samtidigt som de propagerade för den hantverksmässiga tillverkningens betydelse för individens potentiella livskvalitet. De framhöll den medeltida verkstaden som en förebild. Där hade konstnären/formgivaren och hantverkaren/tillverkaren arbetat nära varandra, inte sällan förenade i en och samma person.  År 1880 konstaterade William Morris att ”[real art must be] made by the people and for the people, as a happiness for the maker and the user." Citatet skulle kunna ha handlat om nutida Slow Art.

## Materialet
En annan faktor som, vid sidan av tidsaspekten, förenar de föremål som betecknades som Slow Art är att konstnärerna och konsthantverkarna arbetat direkt i materialet, ofta helt utan förberedande skisser. I den konstnärliga processer är det väsentligt att öppna sinnena och ”lyssna” till materialet och kunna ompröva idén allteftersom verket blir till. Den engelska konsthantverksteoretikern Martina Margetts har formulerat konsthantverkets praktik som a ”thought through action”.